# Усть-Шалашная
Усть-Шалашная — посёлок в Добрянском районе Пермского края. Входит в состав Дивьинского сельского поселения.

## Географическое положение
Расположен на берегу Чусовского залива Камского водохранилища при впадении в него реки Шалашная, которая совместно с рекой Мутная из-за подпора водохранилища в нижнем течении резко расширяется и образует залив. Расстояние до административного центра поселения, посёлка Дивья, составляет около 17 км. Через посёлок проходит автомобильная дорога Пермь — Чусовой.

## Население
| 2010 |
| ---- |
| 30   |

## Улицы
- А. С. Попова ул.
- Зелёная ул.
- Клубная ул.
- Лесная ул.
- Набережная ул.
- Солнечная ул.
- Центральная ул.
- Чусовская ул.
- Сплавщиков ул.

## Топографические карты
- Лист карты O-40-66 Сылва. Масштаб: 1 : 100 000. Издание 1977 г.

## Галерея

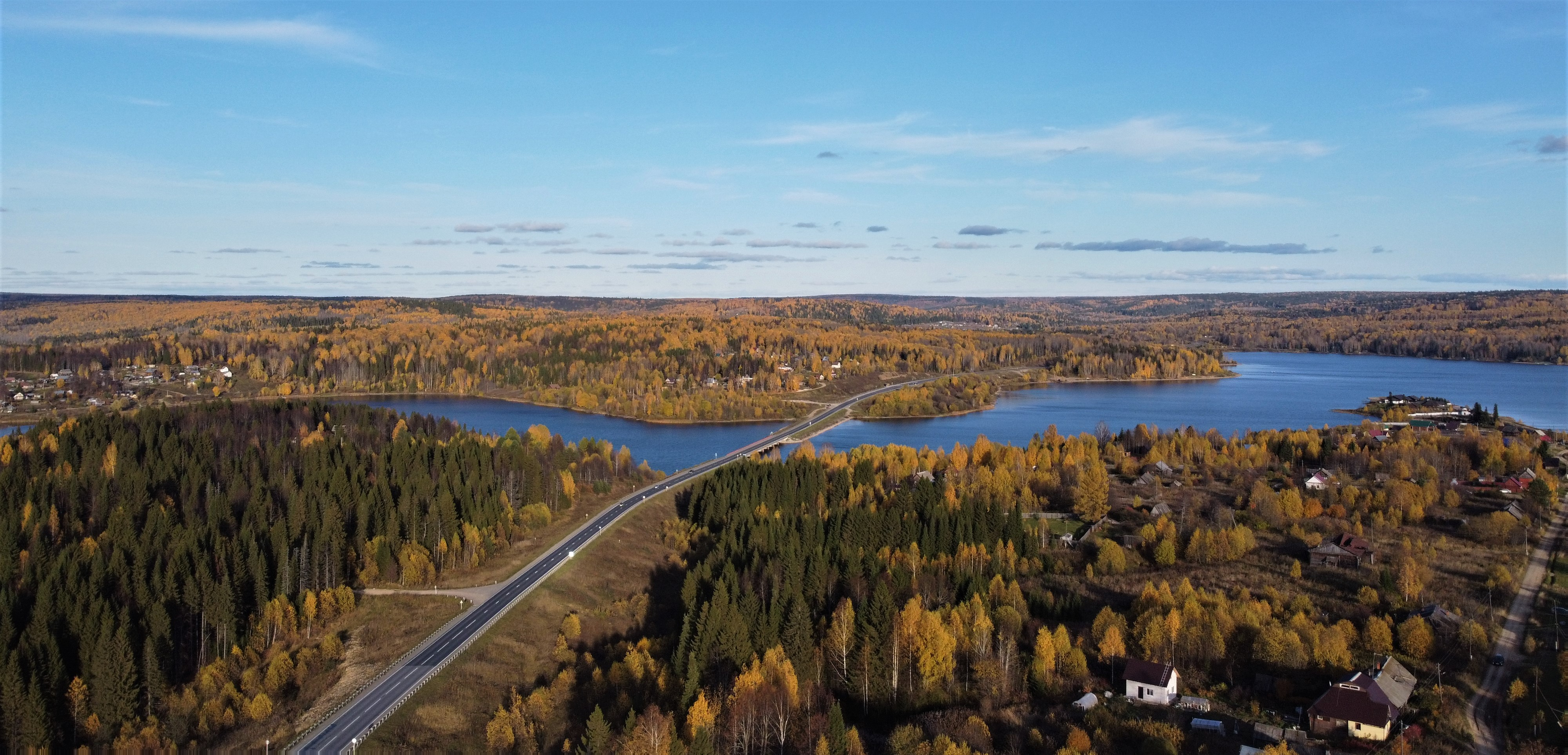
Устье Мутной около посёлка
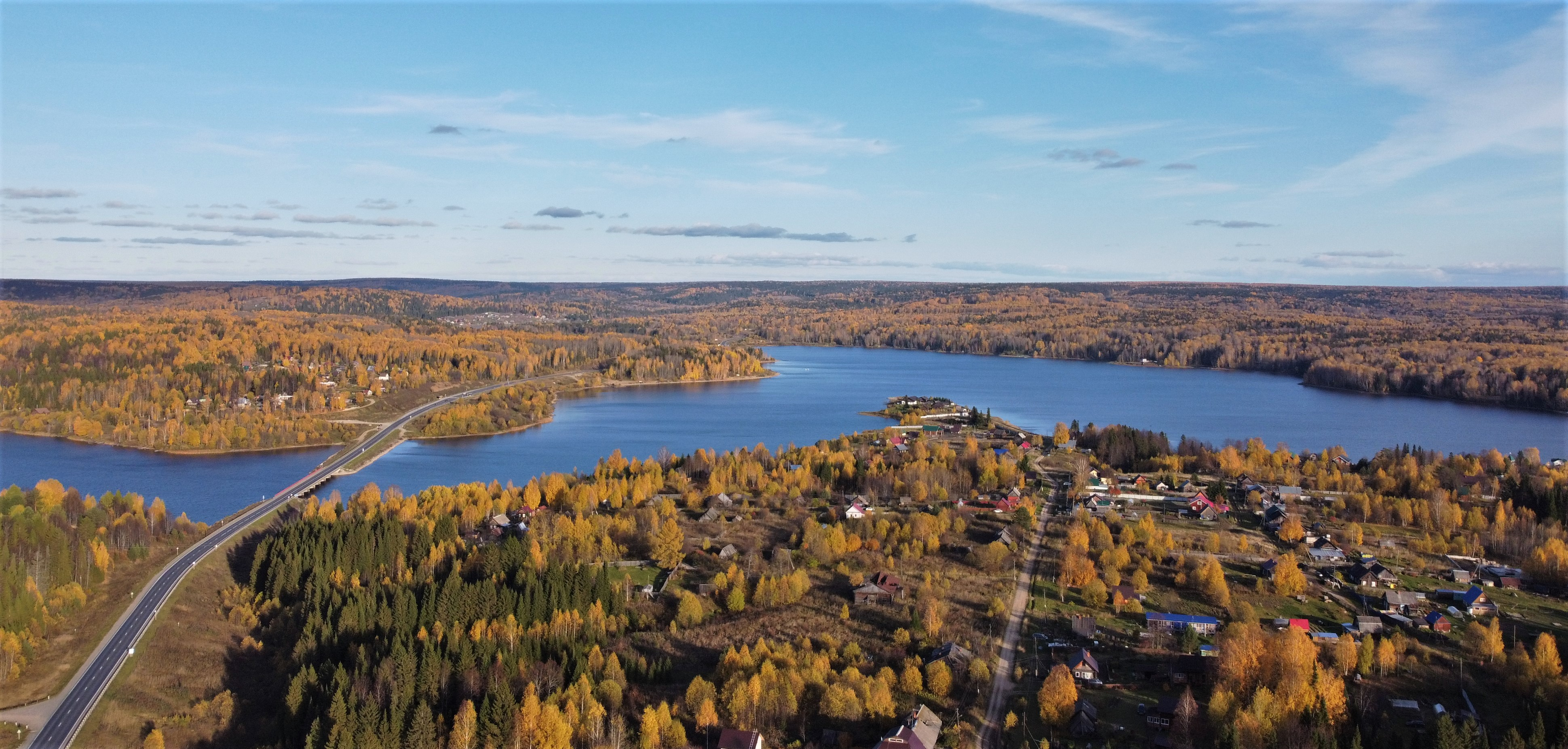
Вид с высоты
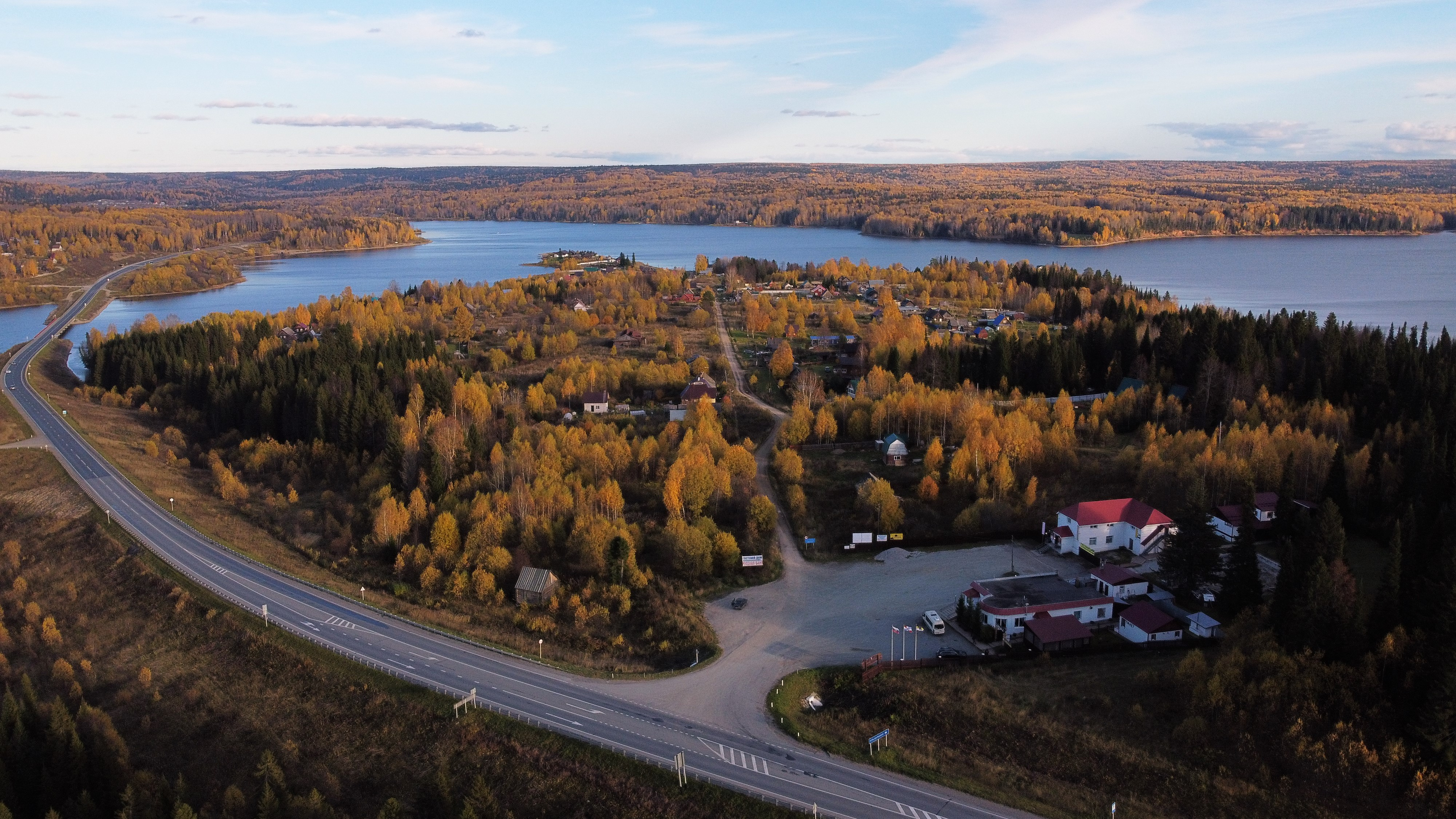
Северный широтный коридор на участке Пермь—Чусовой около посёлка
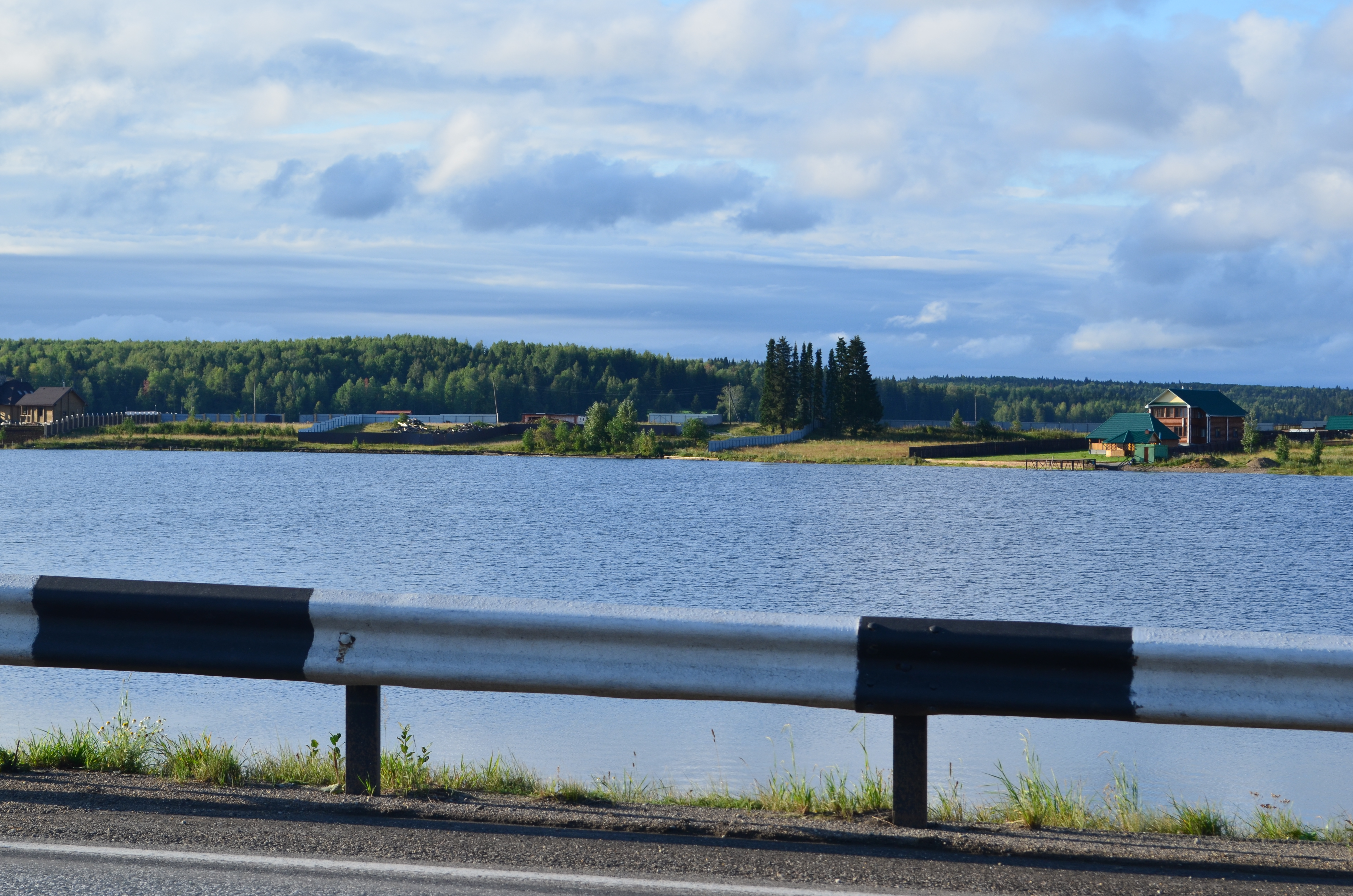
Вид с трассы